# Arcivescovato maggiore di Kiev-Halyč
L'arcivescovato maggiore di Kiev-Halyč (in latino Archiepiscopatus Maior Kioviensis-Haliciensis, in ucraino Києво-Галицьке Верховне Архиєпископство?) è la sede dell'arcivescovo maggiore della Chiesa greco-cattolica ucraina.
È retta dall'arcivescovo maggiore Svjatoslav Ševčuk, eletto dal Santo Sinodo della Chiesa greco-cattolica ucraina il 23 marzo 2011 e intronizzato il 27 marzo successivo.

## Territorio
L'arcivescovo maggiore di Kiev-Halyč ha giurisdizione patriarcale su tutti i fedeli della Chiesa greco-cattolica ucraina che dimorano in Ucraina (ad eccezione della Transcarpazia), territorio proprio di questa Chiesa sui iuris.
L'arcivescovo maggiore è anche arcivescovo metropolita di Kiev, sua sede propria. La città di Halyč, di cui l'arcivescovo maggiore porta il titolo, rientra nel territorio dell'arcieparchia di Ivano-Frankivs'k.
Dipendono direttamente dall'arcivescovo maggiore di Kiev-Halyč gli esarcati arcivescovili di Donec'k, Charkiv, Odessa, Crimea e Luc'k.

## Storia
Il 23 dicembre 1963 papa Paolo VI ha elevato la Chiesa greco-cattolica ucraina al rango di Chiesa arcivescovile maggiore con il titolo di Leopoli degli Ucraini. Sede propria dell'arcivescovo maggiore era l'arcieparchia di Leopoli degli Ucraini.
Il 6 dicembre 2004 la sede dell'arcivescovo maggiore è stata trasferita a Kiev e contestualmente l'arcivescovato maggiore ha mutato il proprio nome in quello attuale.

## Cronotassi degli arcivescovi maggiori
Si omettono i periodi di sede vacante non superiori ai 2 anni o non storicamente accertati.
- Josyp Slipyj † (23 dicembre 1963 - 7 settembre 1984 deceduto)
- Myroslav Ivan Ljubačivs'kyj † (7 settembre 1984 succeduto - 14 dicembre 2000 deceduto)
- Ljubomyr Huzar, M.S.U. † (25 gennaio 2001 - 10 febbraio 2011 dimesso)
- Svjatoslav Ševčuk, dal 23 marzo 2011